# Trinomys dimidiatus
Trinomys dimidiatus es una especie de roedor de la familia Echimyidae.

## Distribución geográfica
Es  endémica de Brasil.